# Ondine (label)
Pour les articles homonymes, voir Ondine (homonymie).
Ondine est un label discographique indépendant finlandais de musique classique et contemporaine, basé à Helsinki.

## Histoire
Le label est fondé en 1985 par Reijo Kiilunen, au départ pour produire des enregistrements du festival de musique de chambre de Kuhmo, en Finlande. Il acquiert une réputation mondiale, et s'est spécialisé dans le domaine de la musique contemporaine finlandaise et des enregistrements d'interprètes finlandais, avec un catalogue d'environ 600 CD, SACD et DVD. En 2008, il est racheté par le label Naxos.
Ondine tire parti de la grande vitalité de la production contemporaine finlandaise. Parmi les compositeurs emblématiques du label, on peut notamment citer Einojuhani Rautavaara, Magnus Lindberg et Kaija Saariaho. Il faut signaler en particulier l'enregistrement quasi-intégral des œuvres de Rautavaara. La soprano finlandaise Karita Mattila est l'une des interprètes phares du catalogue.
Ondine a remporté plusieurs prix, notamment à Cannes (MIDEM) et dans les magazines Gramophone, BBC Music Magazine, et International Classical Music Awards (ICMA), Echo et Preis der deutschen Schallplattenkritik. ICMA (International Classical Music Awards) nomme Ondine « label de l'année 2012 ». Le label a enregistré pour les pianistes et chefs d'orchestre Vladimir Ashkenazy, Hannu Lintu, Leif Segerstam, entre autres, Ralf Gothóni, Paavali Jumppanen, et Olli Mustonen, chanteurs Soile Isokoski, Karita Mattila, Camilla Nylund, Monica Groop, Jorma Hynninen et Matti Salminen ; violoniste Pekka Kuusisto, l'Orchestre symphonique de la radio finlandaise et Kronos Quartet.